# 李察先生
李察先生（日語：コパノリチャード），是日本純種競賽馬匹。生涯活躍於短途賽事，曾於2014年勝出高松宮紀念。

## 出賽前
2010年4月15日出身於北海道日高町梁川牧場，成長途中被轉移至北海道新日高町小國牧場，並被馬主小林祥晃購入。
其後交由栗東訓練中心練馬師宮徹訓練。

## 競賽生涯

### 2歲
2012年11月4日出戰京都競馬場2歲新馬戰，由岩田康誠策騎，比賽途中成功一放到底獲得首勝利。
12月2日出戰條件戰千兩賞，於最後彎道率先衝出，但於直路上被Chaosmos超越，獲得第二

### 3歲
2013年1月12日出戰條件戰白梅賞，由來日客串的英國騎師布宜學策騎。比賽途中，其再次施展領放技術，成功於直路上拋離對手，最終以5馬位優勢大勝。
2月23日出戰雅靈頓盃，由於出賽以來的優秀戰績，因而獲得第一人氣。比賽開始後，其緊咬領放馬Kashino Runaway，並於最後彎道過後趁對手失速的時機進佔第一的位置。進入直路後，其開始加速衝出，並於直路中段奮力抵擋後方Chaosmos的追擊，最終以1 1/2馬位率先衝線奪得首個分級賽冠軍。

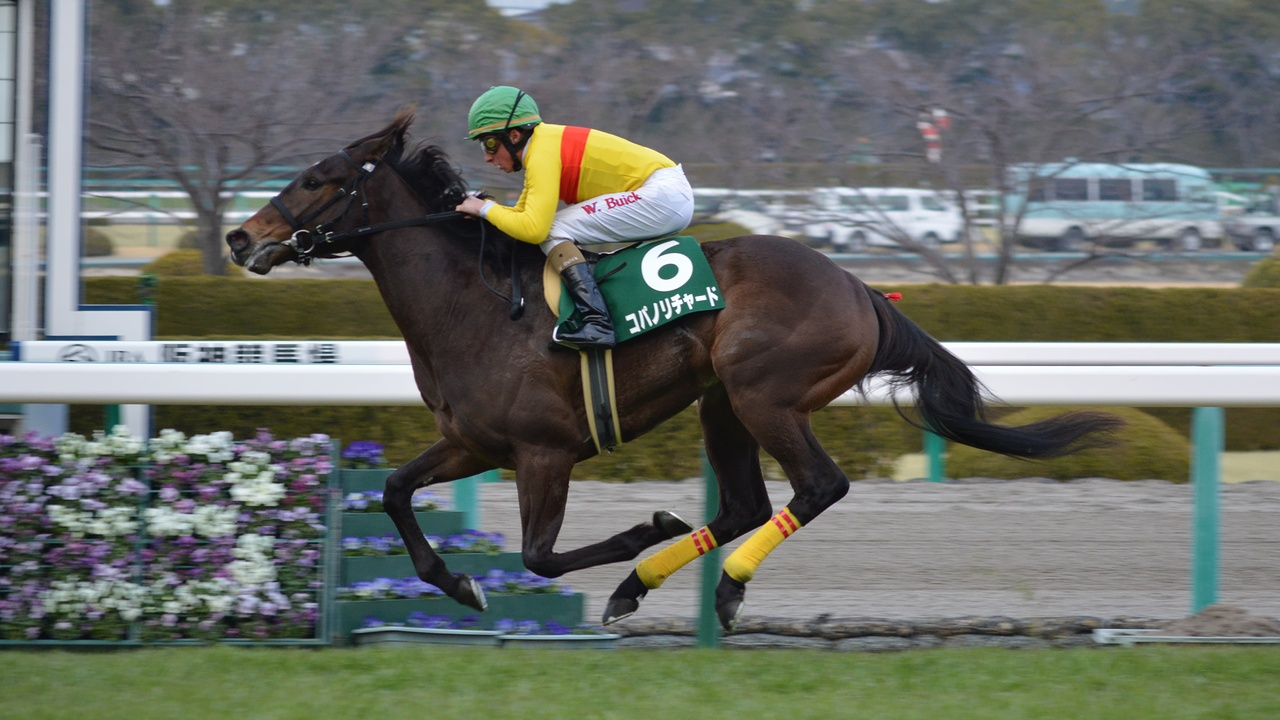
出戰雅靈頓盃的李察先生

其後相繼出戰皋月賞及NHK一哩賽，但均未能發揮實力，分別以第十三及第八落敗。
完成NHK一哩賽後，其所累積之獎金足夠其出戰東京優駿（日本打吡），但陣營於考慮其狀態後，決定避戰並安排其放草。
9月29日以港灣人工島錦標作爲復出戰，首次和年長馬匹對決，但表現未如理想，以尾二完賽。
10月26日出戰天鵝錦標，因爲此前三戰的大敗，因而只獲得第八人氣。比賽開始後，其率先搶佔位置領放，並以第一的位置通過最後彎道。進入直路後，和其一同於先頭通過彎道的神通鼎盛開始失速，其進入獨走的狀態。直線中段，其繼續保持速度，抵擋後方馬匹的追擊，最終以1 3/4馬位優勢再次奪得分級賽冠軍。是次勝利，計9年前玉藻精英後，再次有3歲馬勝出天鵝錦標。

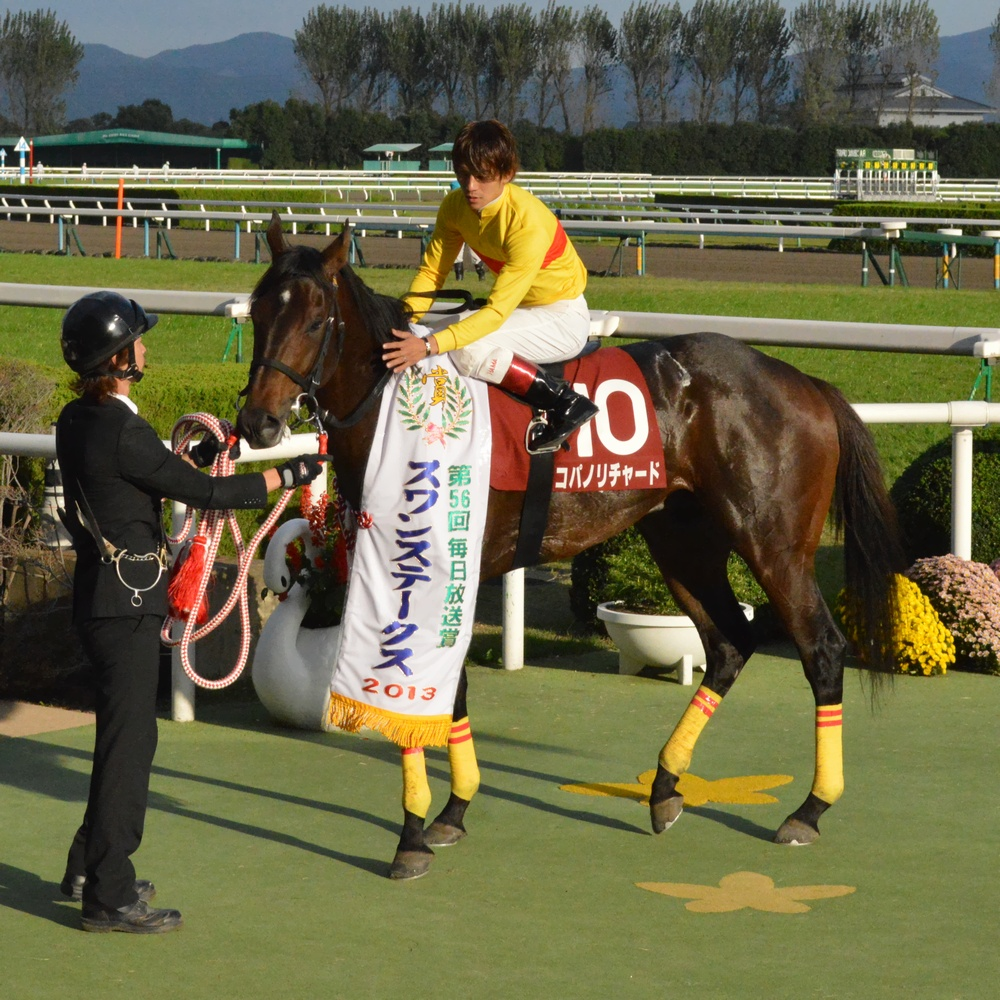
天鵝錦標頒獎儀式

其後出戰一哩冠軍賽及阪神盃，但未能保持勢頭，分別獲得第四及第十。

### 4歲
2014年3月2日出戰年度首戰阪急盃，僅次於一哩冠軍賽季軍碧海銀鯊獲得第二人氣。比賽開始後，由於其處於1號檔最內欄位置，再次施展領放戰術並以第一的位置通過最後彎道。通過最後彎道時，禮貌周到開始迫近，但李察先生成功擺脫對手並於直路上獨走。最終於其不斷保持速度下，以4馬位優勢獲勝贏得冠軍。

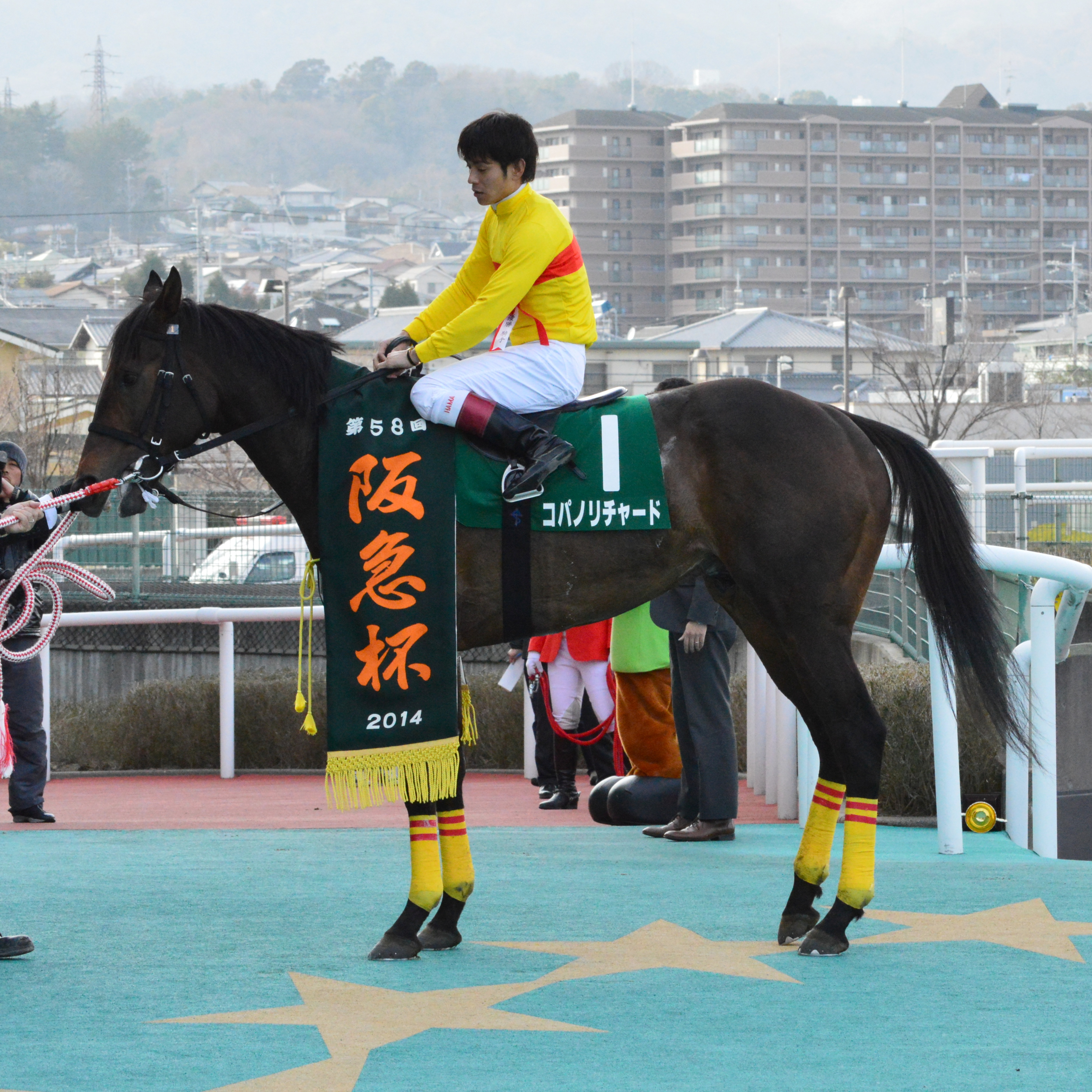
阪急盃頒獎儀式

3月30日出戰高松宮紀念，爲其首次挑戰1200米賽事。而本次比賽由於主戰騎師濱中俊需要遠征阿聯酋於杜拜司馬經典賽策騎有型露比，因而由來日客串的杜滿萊代打策騎。比賽當天因天氣關係，場地變成大爛地兼且有強風的影響，對一衆賽駒顯然增加了難度。比賽開始後榮進巔峰開始搶佔位置進行領放，而李察先生則於最內欄第三的位置推進。通過最後彎道時，其開始由內欄向外檔閃出，並且於外檔位置開始加速。進入直路後，其繼續保持優勢的加速度，並於最後200米超越榮進巔峰取得領先。最終其於直路最後一直保持優勢，於獨走的狀態下以3馬位優勢奪得首個一級賽冠軍。順帶一提，李察先生衝線前的一刻，騎師杜滿萊雙手離開繮繩並擺出飛機狀的慶祝姿勢，事後被日本中央競馬會以危險動作爲由罰款10萬日圓。

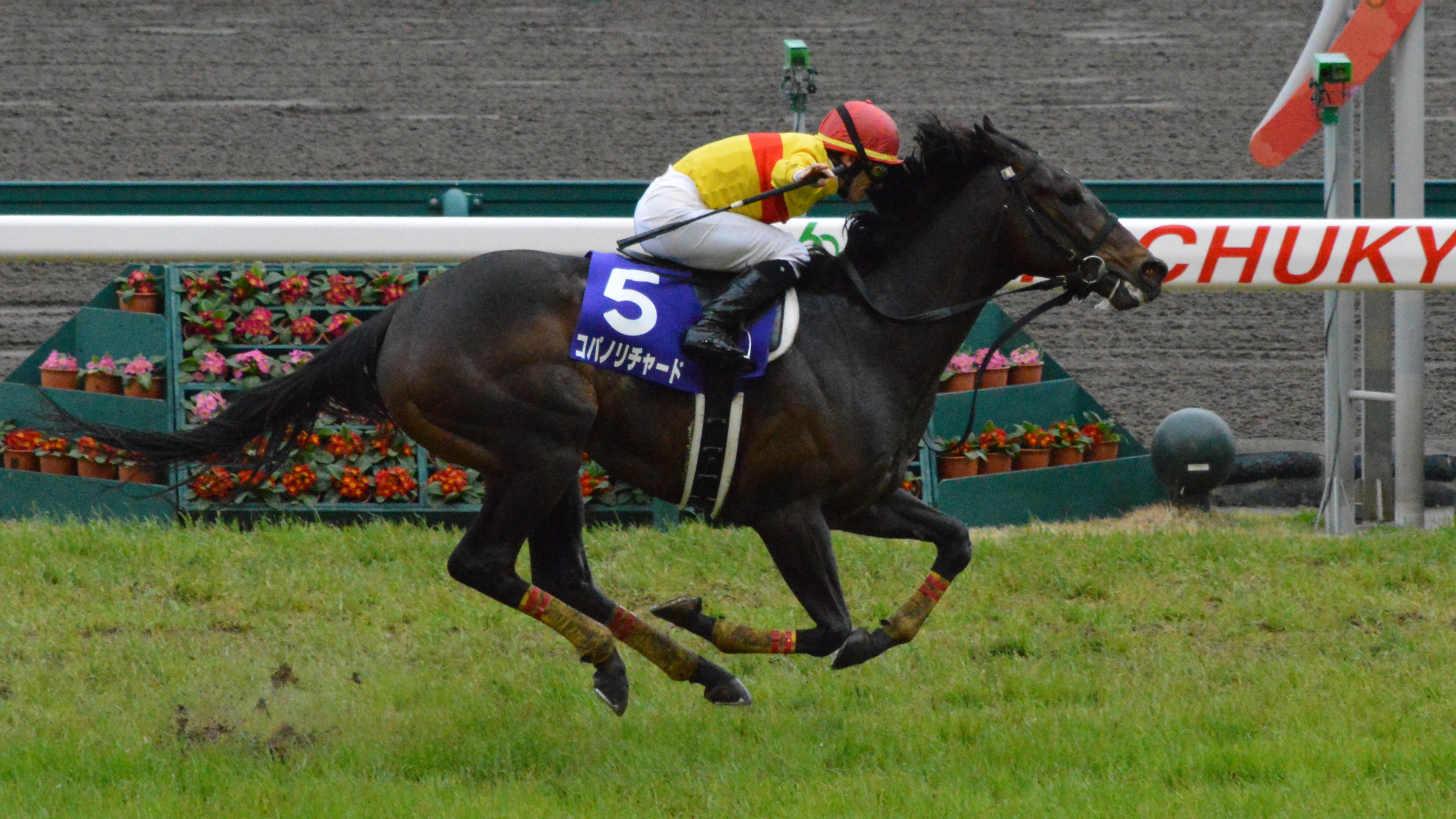
出戰高松宮紀念的李察先生

短期放草過後，出戰5月13日的京王盃春季盃，但以第七落敗，因而避戰其後的安田紀念。
其後陣營原本安排出戰函館短途錦標，但由於賽前有肌肉疼痛的症狀，因而避戰並前往小國牧場放草。
9月10日放草完畢返回馬房訓練，並以秋季短途王者決定戰短途馬錦標爲目標。
10月5日按計劃出戰短途馬錦標，但於比賽開始後隨即處於後方的位置，於最後直路未能加速而以第十二大敗。
11月3日出戰日本育馬場盃短途賽，爲其首次出戰泥地賽事，最終包尾完賽。
其後出戰阪神盃，獲得第三人氣。比賽開始後，其選擇先行戰術於前方推進，並於進入直路後率先衝出。然而直路中段，外檔的實際影響及大和佳駿開始加速，最終三駒同時衝線，李察先生以鼻位僅落敗於實際影響獲得第二。

### 5歲
2015年其於同上年度一樣，以高松宮紀念爲目標先出戰阪急盃，但僅獲得第五。
其後按計劃出戰高松宮紀念，再次未能發揮實力，獲得第五。
6月出戰函館短途錦標調整，於獲得第十四以大敗進入放草。
10月復出出戰短途馬錦標，再次以第十三大敗。其後於10月31日及11月29日出戰天鵝錦標及京阪盃，分別以第十二及第十四完賽。
其後陣營考慮其於5歲時的表現，決定安排其退役，於12月4日取消於日本中央競馬會的賽駒註冊。

### 詳細賽績
| 日期       | 舉辦國家 | 馬場 | 距離   | 級別 | 賽事名稱           | 負重 | 騎師     | 馬號 | 出馬 | 名次 | 時間   | 頭馬（二馬）         |
| ---------- | -------- | ---- | ------ | ---- | ------------------ | ---- | -------- | ---- | ---- | ---- | ------ | -------------------- |
| 4/11/2012  | 日本     | 京都 | 草1400 |      | 2歲新馬            | 55   | 岩田康誠 | 10   | 17   | 1    | 1:21.3 | （Eire Breeze）      |
| 2/12/2012  | 日本     | 阪神 | 草1600 |      | 千兩賞             | 55   | 福永祐一 | 9    | 12   | 2    | 1:33.6 | Chaosmos             |
| 1/12/2013  | 日本     | 京都 | 草1600 |      | 白梅賞             | 56   | 布宜學   | 10   | 16   | 1    | 1:33.9 | （Primula Vulgaris） |
| 23/2/2013  | 日本     | 阪神 | 草1600 | GIII | 雅靈頓盃           | 56   | 布宜學   | 6    | 10   | 1    | 1:34.8 | （Chaosmos）         |
| 14/4/2013  | 日本     | 中山 | 草1200 | GI   | 皋月賞             | 57   | 內田博幸 | 8    | 18   | 13   | 1:59.5 | 標誌名駒             |
| 5/5/2013   | 日本     | 東京 | 草1600 | GI   | NHK一哩賽          | 57   | 福永祐一 | 9    | 18   | 8    | 1:33.1 | 鳳凰之威             |
| 29/9/2013  | 日本     | 阪神 | 草1600 | OP   | 港灣人工島錦標     | 54   | 濱中俊   | 8    | 17   | 16   | 1:35.8 | Dream Basket         |
| 26/10/2013 | 日本     | 京都 | 草1400 | GII  | 天鵝錦標           | 54   | 濱中俊   | 10   | 13   | 1    | 1:20.8 | （大和佳駿）         |
| 17/11/2013 | 日本     | 京都 | 草1600 | GI   | 一哩冠軍賽         | 56   | 濱中俊   | 1    | 18   | 4    | 1:33.0 | 太陽神驥             |
| 23/12/2013 | 日本     | 阪神 | 草1400 | GII  | 阪神盃             | 56   | 濱中俊   | 16   | 18   | 10   | 1:22.0 | 實際影響             |
| 2/3/2014   | 日本     | 阪神 | 草1400 | GIII | 阪急盃             | 57   | 濱中俊   | 1    | 16   | 1    | 1:20.7 | （聖卡羅）           |
| 30/3/2014  | 日本     | 中京 | 草1200 | GI   | 高松宮紀念         | 57   | 杜滿萊   | 5    | 18   | 1    | 1:12.2 | （瑞草祥龍）         |
| 17/5/2014  | 日本     | 東京 | 草1400 | GII  | 京王盃春季盃       | 58   | 濱中俊   | 4    | 15   | 7    | 1:20.4 | 赤劍                 |
| 10/5/2014  | 日本     | 新潟 | 草1200 | GI   | 短途馬錦標         | 57   | 濱中俊   | 6    | 18   | 12   | 1:09.2 | 瑞草祥龍             |
| 3/11/2014  | 日本     | 盛岡 | 泥1200 | JpnI | 日本育馬場盃短途賽 | 57   | 武豐     | 2    | 16   | 16   | 1:11.9 | 華倫之夢             |
| 27/12/2014 | 日本     | 阪神 | 草1400 | GII  | 阪神盃             | 57   | 武豐     | 18   | 18   | 2    | 1:20.7 | 實際影響             |
| 1/3/2015   | 日本     | 阪神 | 草1400 | GIII | 阪急盃             | 58   | 武豐     | 9    | 16   | 6    | 1:24.4 | 大和佳駿             |
| 29/3/2015  | 日本     | 中京 | 草1200 | GI   | 高松宮記念         | 57   | 武豐     | 17   | 18   | 5    | 1:09.3 | 友瑩格               |
| 21/5/2015  | 日本     | 函館 | 草1200 | GIII | 函館短途錦標       | 57   | 武豐     | 7    | 16   | 14   | 1:09.4 | 丁字湖               |
| 10/4/2014  | 日本     | 中山 | 草1200 | GI   | 短途馬錦標         | 57   | 杜滿萊   | 15   | 15   | 13   | 1:08.9 | 真誠少女             |
| 31/10/2015 | 日本     | 京都 | 草1400 | GII  | 天鵝錦標           | 57   | 藤岡康太 | 7    | 15   | 12   | 1:21.4 | Albiano              |
| 29/11/2015 | 日本     | 京都 | 草1200 | GIII | 京阪盃             | 58   | 古川吉洋 | 12   | 15   | 14   | 1:09.4 | 蓋世俠盜             |

## 退役後
退役後，李察先生成爲了配種馬，於北海道新日高町Lex Stud休養，於2016年進行配種。首批子嗣於2017年出生。首批子嗣可於2019年出賽。
2021年配種季後，其由配種馬退役，並被轉移至北海道新冠町新冠幌尻馬術俱樂部作爲乘騎馬進行養老生活。

## 血統簡介
父系大和主將爲日本賽駒，生涯活躍於一哩賽事，曾於2007年稱霸春秋一哩賽，於2000米賽事亦有不錯戰績，如曾勝出皋月賞及秋季天皇賞。祖父週日寧靜爲美國三冠賽雙冠馬，退役後在日本配種，其子嗣贏得巨額獎金，連續12年成為日本冠軍種馬。
母系Higashi Lynx爲日本馬匹，生涯無出賽紀錄。外祖父爲愛爾蘭生產的意大利賽駒東來兵，曾勝出凱旋門大賽，退役後於日本配種，和週日寧靜及百仁時間被一同稱爲改變日本賽馬的三匹種馬。

### 血統表
| 父線：週日寧靜系（Halo系）           |                                |               |                 |
| 種馬 大和主將 2001年（栗色）         | 週日寧靜 1986年（棕色）        | Halo          | Hail to Reason  |
| 種馬 大和主將 2001年（栗色）         | 週日寧靜 1986年（棕色）        | Halo          | Cosmah          |
| 種馬 大和主將 2001年（栗色）         | 週日寧靜 1986年（棕色）        | Wishing Well  | Understanding   |
| 種馬 大和主將 2001年（栗色）         | 週日寧靜 1986年（棕色）        | Wishing Well  | Mountain Flower |
| 種馬 大和主將 2001年（栗色）         | Scarlet Bouquet 1988年（栗色） | 北方風味      | 北地舞人        |
| 種馬 大和主將 2001年（栗色）         | Scarlet Bouquet 1988年（栗色） | 北方風味      | Lady Victoria   |
| 種馬 大和主將 2001年（栗色）         | Scarlet Bouquet 1988年（栗色） | Scarlet Ink   | Crimson Satan   |
| 種馬 大和主將 2001年（栗色）         | Scarlet Bouquet 1988年（栗色） | Scarlet Ink   | Consentida      |
| 繁殖雌馬 Higashi Lynx 1999年（棗色） | 東來兵 1983年（棗色）          | Kampala       | Kalamoun        |
| 繁殖雌馬 Higashi Lynx 1999年（棗色） | 東來兵 1983年（棗色）          | Kampala       | State Pension   |
| 繁殖雌馬 Higashi Lynx 1999年（棗色） | 東來兵 1983年（棗色）          | Severn Bridge | Hornbeam        |
| 繁殖雌馬 Higashi Lynx 1999年（棗色） | 東來兵 1983年（棗色）          | Severn Bridge | Priddy Fair     |
| 繁殖雌馬 Higashi Lynx 1999年（棗色） | Big Lovely 1992年（棗色）      | Caerleon      | 尼真斯基        |
| 繁殖雌馬 Higashi Lynx 1999年（棗色） | Big Lovely 1992年（棗色）      | Caerleon      | Foreseer        |
| 繁殖雌馬 Higashi Lynx 1999年（棗色） | Big Lovely 1992年（棗色）      | Alghalih      | 害羞新郎        |
| 繁殖雌馬 Higashi Lynx 1999年（棗色） | Big Lovely 1992年（棗色）      | Alghalih      | Scintillate     |
| 雌系：號族：6-b                      |                                |               |                 |
| 五代內近親交配：北地舞人 4×5         |                                |               |                 |

## 命名由來
名字中，Copano（コパノリ）是馬主小林祥晃冠名，出自其筆名「Dr.Copa」（Dr.コパ）結合日語連接詞「的」（ノ）；Richard（リチャード）則是歐美常用人名，出自英格兰約克王朝末代君主理查三世，香港則只取後半部分的音譯，翻譯为「李察先生」。

## 外部連結
- 李察先生 netkeiba.com （页面存档备份，存于）
- 血統表 （页面存档备份，存于）